# Agrilus cupidus
Agrilus cupidus es una especie de insecto, de escarabajo, del género Agrilus, familia Buprestidae, orden Coleoptera, comúnmente conocidos como escarabajos joya o escarabajos metálicos debido a su apariencia brillante e iridiscente.
Agrilus cupidus fue descrito científicamente por Charles Kerremans en 1897, un entomólogo belga especializado en Buprestidae. Como otras especies del género, se caracteriza por su cuerpo alargado y compacto, típicamente con una coloración metálica que puede variar según la especie y el hábitat.